# أذن الفأر الربيعي
أذن الفأر الربيعي (الاسم العلمي: Myosotis verna) هو نوع من النباتات يتبع جنس أذن الفأر من الفصيلة الحمحمية.